# Artur Korn
Artur Korn (* 4. Dezember 1937 in Wuppertal) ist ein deutscher Opern-, Lied- und Konzertsänger (Bass).

## Leben
Artur Korn studierte Gesang in Köln, München und Wien. Seine Gesangspädagogen waren u. a. Clemens Glettenberg und Franz Schuch-Tovini. Nach seinen ersten Engagements am Opernstudio in Köln und am Opernhaus Graz führten den Künstler internationale Verpflichtungen in alle Welt. Er sang die großen Rollen seines Faches an den Opernhäusern von Wien, München, Hamburg, New York, Mailand, Barcelona, Palermo, Berlin, London, Chicago, San Francisco, Montreal, Toronto u. dgl. m.  2007–2010 wirkte er bei den Bayreuther Festspielen mit. Des Weiteren gastierte er bei den Festspielen in Bregenz, Salzburg und Glyndebourne.
Der Künstler wurde 1983 zum österreichischen Kammersänger ernannt und erhielt sechs Jahre später die Ehrenmedaille der Stadt Wien.
Neben seiner Bühnenpräsenz ist Artur Korn, der mit der Sopranistin Sabine Hass verheiratet war, international als Lied- und Konzertsänger sowie als Gesangspädagoge tätig.

## Rollenrepertoire (Auswahl)
- Osmin, Die Entführung aus dem Serail
- Sarastro, Die Zauberflöte
- Komtur, Don Giovanni
- Rocco, Fidelio
- Baron Ochs, Der Rosenkavalier
- Veit Pogner, Goldschmied Die Meistersinger von Nürnberg
- Titurel, Gurnemanz  Parsifal
- Hunding, Die Walküre
- König Heinrich, Lohengrin
- Landgraf Hermann, Tannhäuser und der Sängerkrieg auf der Wartburg

## Diskografie
- Richard Wagner: Die Feen, Label: Membran International GmbH 2006
- Paul Hindemith: Das Unaufhörliche (Oratorium), Label: Wergo 2006